# Hylaeosaurus armatus
Hylaeosaurus armatus es la única especie conocida del género extinto Hylaeosaurus ("reptil de bosque") de dinosaurio tireóforo anquilosáurido, que vivió a principios del período Cretácico inferior, hace aproximadamente 136 millones de años, en el Valanginiense, en lo que hoy es Europa.
Hylaeosaurus fue uno de los primeros dinosaurios descubiertos en 1832 por Gideon Mantell. En 1842 fue uno de los tres dinosaurios en los que Richard Owen basó el Dinosauria. Cuatro especies fueron nombradas en el género, pero solo la especie tipo Hylaeosaurus armatus se considera actualmente válida. Solo se han encontrado restos limitados de Hylaeosaurus y gran parte de su anatomía es desconocida. Podría haber sido un nodosáurido basal, aunque un análisis cladístico reciente lo recupera como un anquilosauriano basal.

## Descripción
Gideon Mantell originalmente estimó que el Hylaeosaurus tenía aproximadamente 7,6 metros de largo, o aproximadamente la mitad del tamaño de los otros dos dinosaurios originales, Iguanodon y Megalosaurus. En ese momento, él modeló el animal como un lagarto moderno. Las estimaciones modernas varían hasta 6 metros de longitud. Gregory S. Paul en 2010 estimó la longitud en 5 metros, el peso en 2 toneladas. Algunas estimaciones son considerablemente más bajas: en 2001 Darren Naish ea tenía una longitud de 3 a 4 metros.

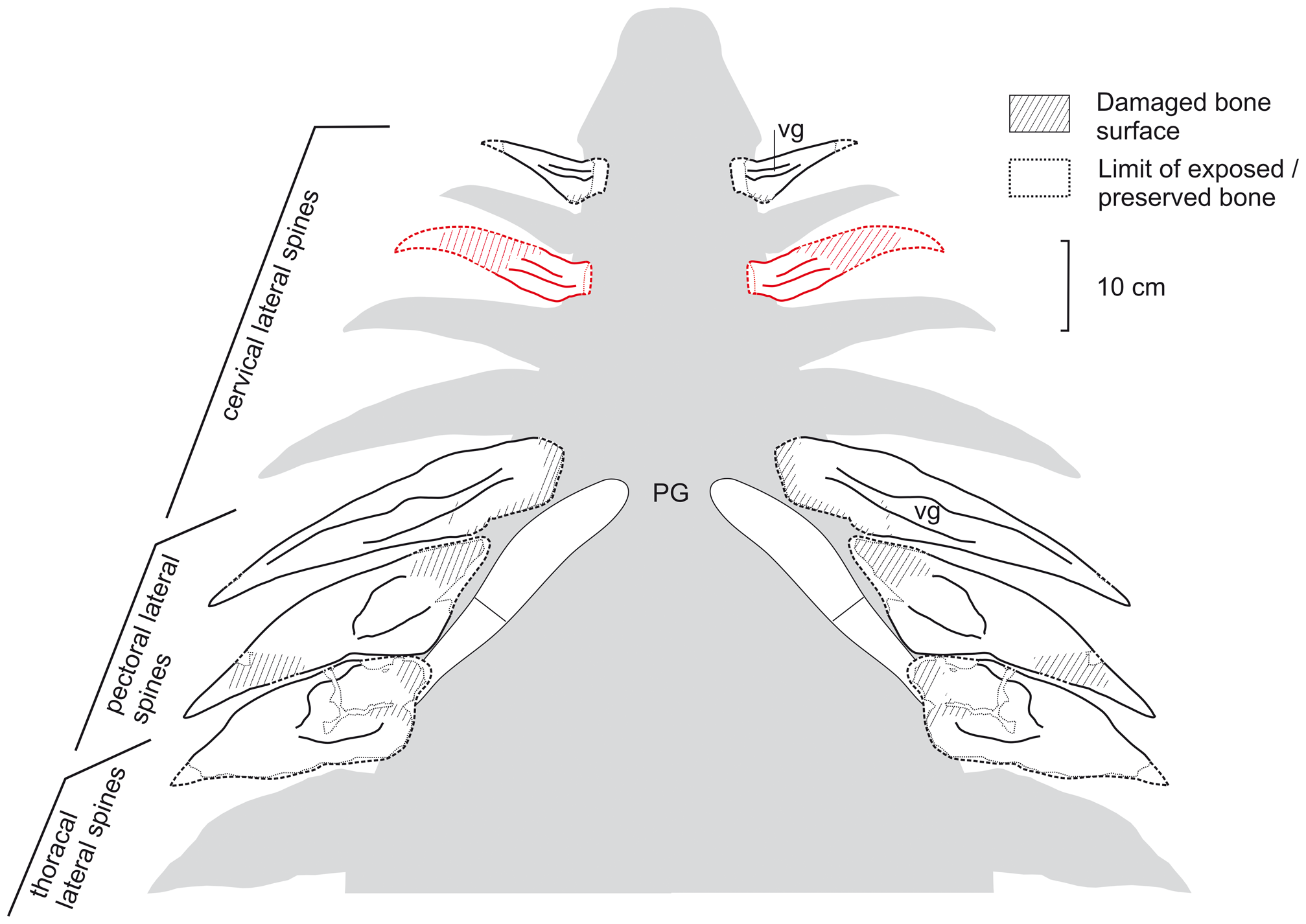
Diagrama que muestra la posible disposición de las espinas del cuello.

Muchos detalles sobre la construcción de Hylaeosaurus son desconocidos, especialmente si el material está estrictamente limitado al holotipo. Maidment dio dos autapomorfias, rasgos derivados únicos, la escápula no se fusionó con el coracoide, incluso cuando el animal era de un tamaño considerable y había tres largas espinas en su hombro.  Incluso estos rasgos no son muy distintivos, Mantell y Owen habían atribuido la falta de fusión a la ontogenia y no se puede observar el número total de espinas. El Hylaeosaurus a menudo se diseña como un nodosáurido bastante típico, con hileras de blindaje en la parte posterior y la cola combinadas con una cabeza relativamente larga, equipada con un pico que se usa para cortar vegetación baja.
En 2001, Kenneth Carpenter describió los restos de cráneo y mandíbulas inferiores. Los elementos del cráneo dañados y desplazados proporcionaron poca información. El cuadrado está inclinada lateralmente. El cuadradoyugal tiene un alto punto de sujeción en el eje del cuadrante. Un cuerno postorbital triangular estaba presente.
Las espinas en el hombro están curvadas hacia atrás, largas, aplanadas, estrechas y puntiagudas. Su parte inferior muestra una vaguada poco profunda. La columna vertebral frontal es la más larga con 42,5 centímetros, en la parte trasera las espinas se vuelven gradualmente más cortas y más anchas. Una cuarta espina dorsal, de aproximadamente la misma constitución pero más apuntando hacia delante, está presente inmediatamente detrás del cráneo. En 2013, Sven Sachs y Jahn Hornung sugirieron una configuración en la que había cinco espinas laterales del cuello, la nueva espina alemana tenía una morfología adaptada para encajar en la tercera posición.

## Descubrimiento e investigación

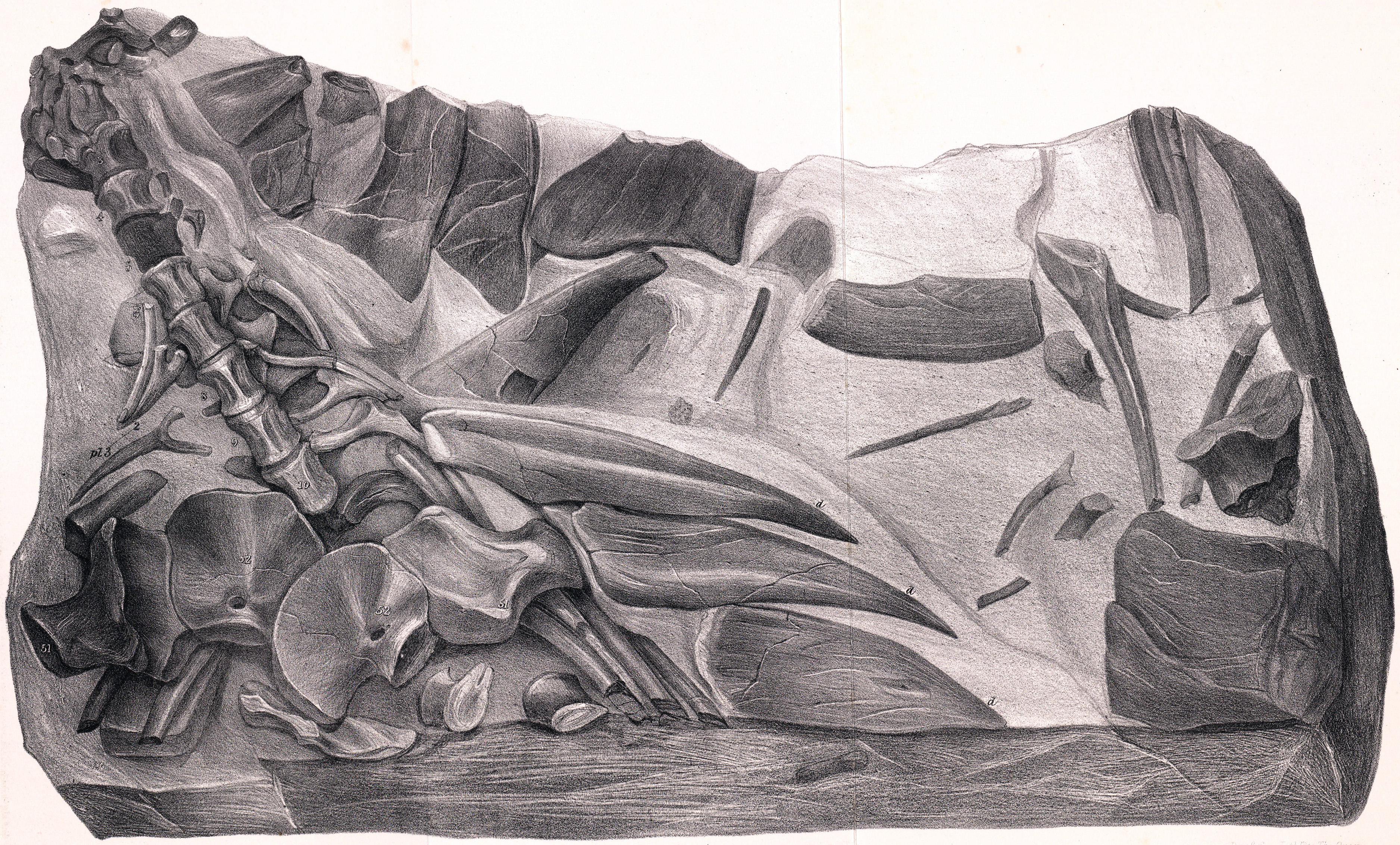
Ilustración del holotipo en su matriz, 1868.

Los primeros fósiles de Hylaeosaurus fueron descubiertos en West Sussex. El 20 de julio de 1832, el coleccionista de fósiles Gideon Mantell le escribió al profesor Benjamin Silliman que cuando una explosión de pólvora demolió una roca de cantera en el Bosque de Tilgate, varias de las rocas liberadas mostraron los huesos de un sauriano. Un comerciante de fósiles local había reunido las cerca de cincuenta piezas, descritas por él como una "gran encarnación de mordeduras y disparos". Teniendo dudas sobre el valor de los fragmentos, Mantell, sin embargo, había comprado las piezas y pronto descubrió que podían unirse en un solo esqueleto, parcialmente articulado. Mantell estaba encantado con el hallazgo porque los especímenes anteriores de Megalosaurus e Iguanodon consistía en elementos de un solo hueso. De hecho, el descubrimiento representó el esqueleto de dinosaurio no aviar más completo que se conocía en ese momento. Estaba fuertemente inclinado a describir el hallazgo como perteneciente a este último género, pero durante una visita de William Clift, curador del museo del Colegio Real de Cirujanos de Inglaterra y su asistente John Edward Gray , comenzó a dudar de la identificación. Clift fue el primero en señalar que varias placas y picos probablemente formaban parte de una armadura corporal, unida a la parte posterior o los lados de la grupa. En noviembre de 1832, Mantell decidió crear un nuevo nombre genérico, Hylaeosaurus . Se deriva del griego ὑλαῖος hylaios, "de la madera". Mantell originalmente reclamó el nombre de Hylaeosaurus que significa "lagarto de bosque",  por el Bosque de Tilgate en el que fue descubierto. Más tarde, afirmó que significaba " lagarto de Wealden", "wealden" es otra palabra para bosque, en referencia al Grupo Wealden, el nombre de la formación geológica del Cretácico temprano en la que se encontró por primera vez al dinosaurio.

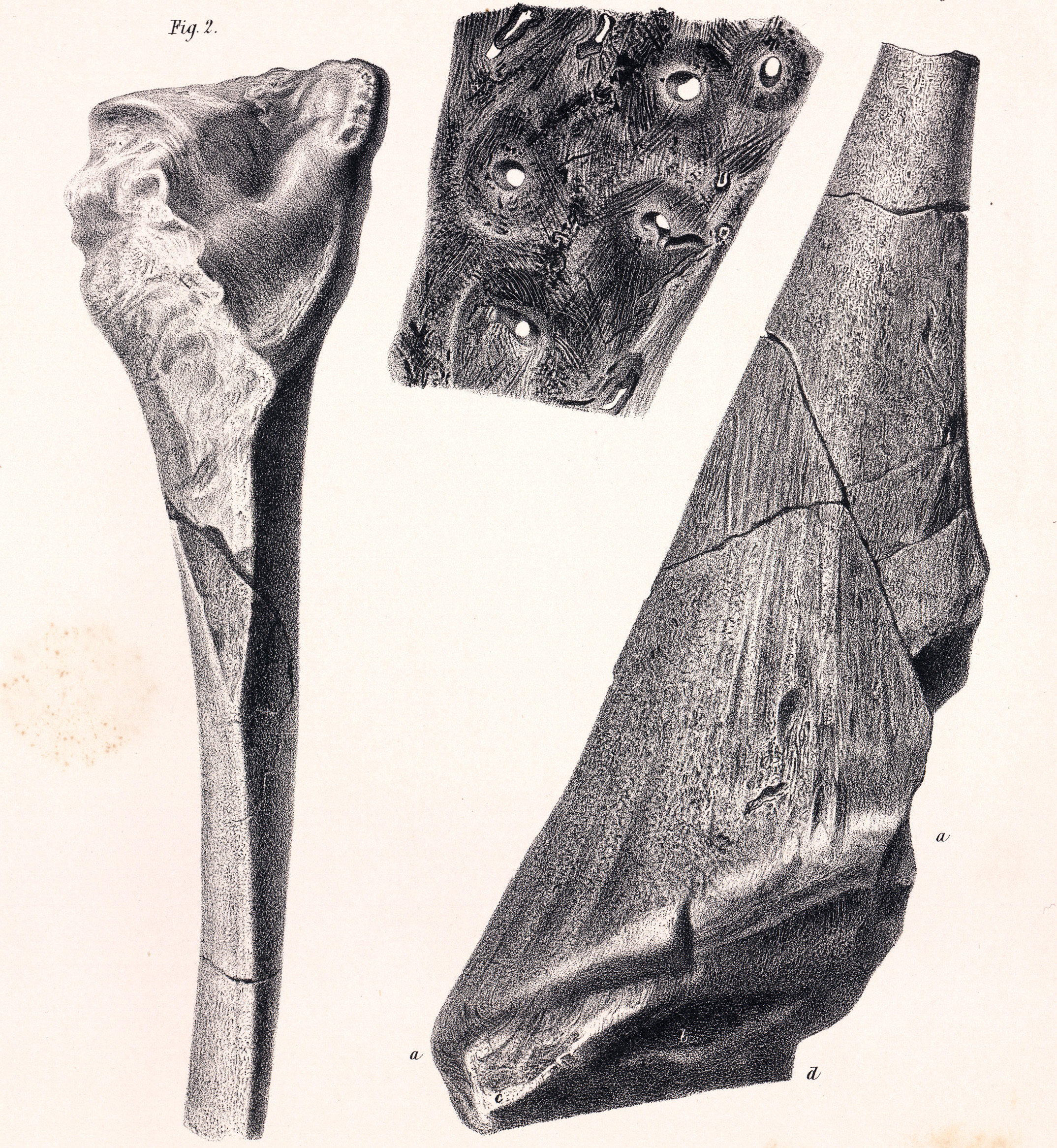
Espina

El espécimen original, recuperado por Gideon Mantell del Bosque de Tilgate , fue posteriormente adquirido por el Museo de Historia Natural de Londres. Tiene el número de inventario NHMUK 3775, anteriormente BMNH R3775. Se encontró en una capa de la Formación de Grinstead Clay que data del Valanginiense, de unos 137 millones de años. Este holotipo es el mejor espécimen y está compuesto por la parte delantera de un esqueleto menos la mayor parte de la cabeza y las extremidades anteriores, aunque solo las partes en la cara del bloque de piedra son fáciles de estudiar. El bloque mide unos 135 por 75 centímetros. El holotipo consiste en la parte posterior del cráneo y quizás las mandíbulas inferiores, diez vértebras, ambas escápulas, ambos coracoides y varias espinas y placas de armadura. El esqueleto se ve desde abajo. Durante mucho tiempo no se realizó ninguna otra preparación, más allá del montaje y cincelado por el propio Mantell, pero a principios del siglo XXI, el museo comenzó a liberar los huesos por medios químicos y mecánicos. La información obtenida por el presente aún no ha sido publicada. Varios hallazgos de la parte continental Bretaña han sido referidos a Hylaeosaurus armatus. Sin embargo, en 2011, Paul Barrett y Susannah Maidment concluyeron que solo el holotipo podía asociarse con certeza a la especie, en vista de la presencia de Polacanthus en las mismas capas.

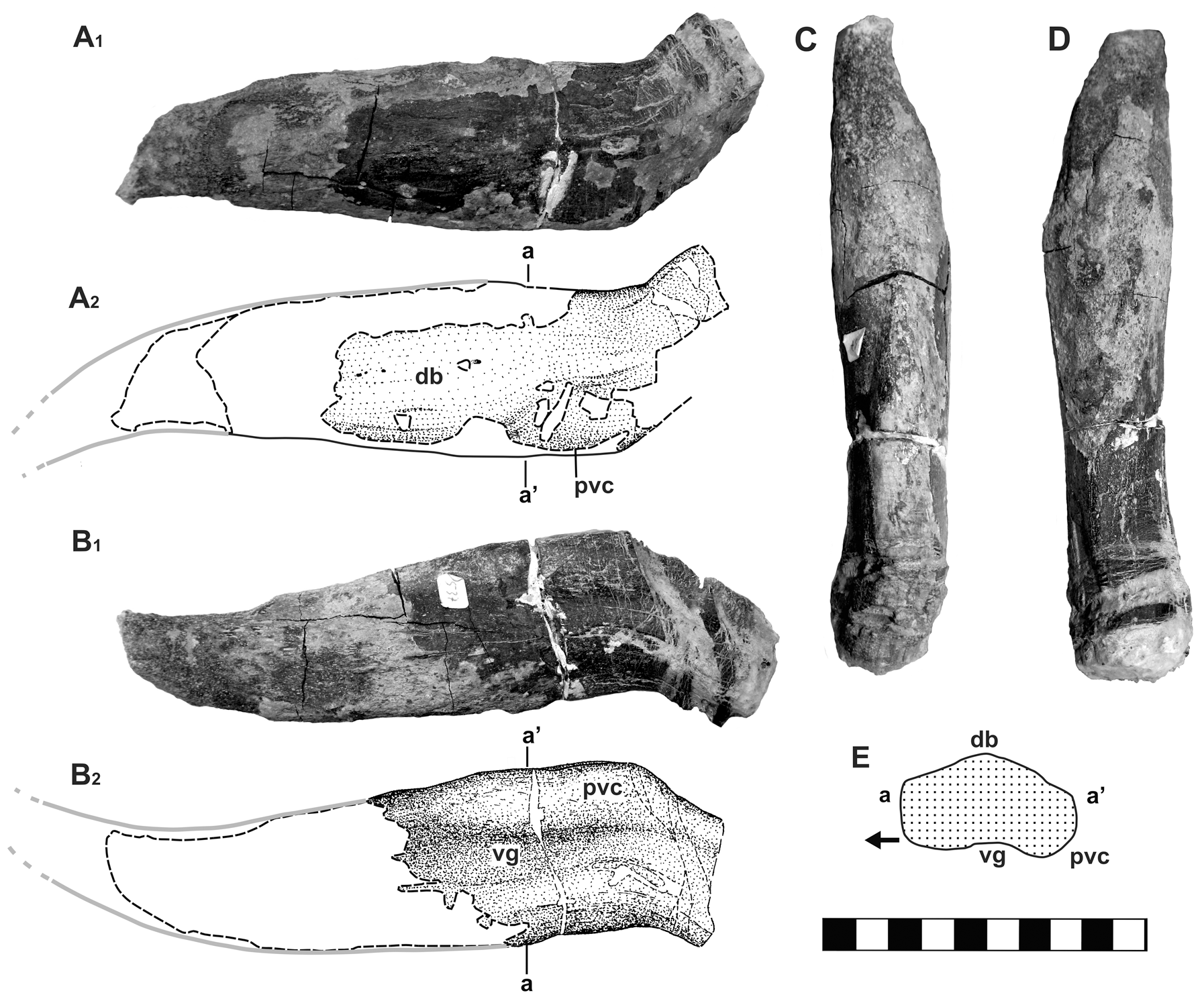
Pico referido de Alemania

Se han remitido restos adicionales a Hylaeosaurus , de la Isla de Wight, las Ardenas de Francia, Alemania, España y Rumania. Los restos de Francia en realidad pueden pertenecer a Polacanthus y las otras referencias hoy también se consideran dudosas. Sin embargo, se informaron posibles restos en Alemania en 2013, un pico, espécimen DLM 537 y el extremo inferior de un húmero, espécimen GPMM A3D.3, que fueron referidos a un Hylaeosaurus sp..

### Otras especies propuestas

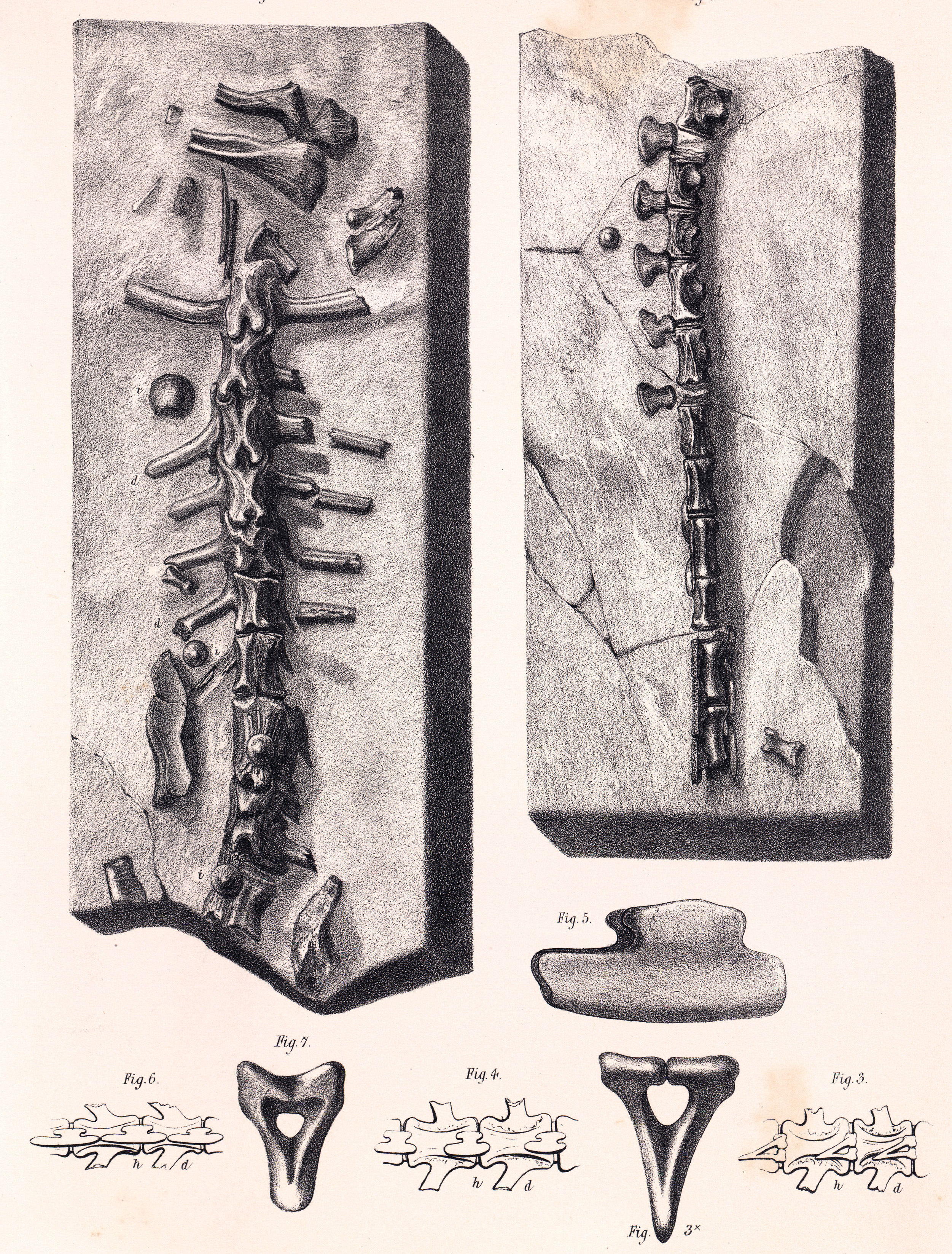
Espécimen referido a H. oweni

Hylaeosaurus armatus Mantell 1833 se considera actualmente la única especie válida en el género. Sin embargo, otros tres han sido nombrados. En 1844, Mantell nombró a Hylaeosaurus oweni basándose en el mismo espécimen que H. armatus, queriendo honrar a Richard Owen. Este se ha hundido como un sinónimo más moderno objetivo de H. armatus. En 1956, Alfred Romer cambió el nombre de Regnosaurus northhamptoni a Hylaeosaurus northhamptoni. Polacanthus nombrado por Owen en 1865 fue nombrada por Walter Coombs en 1971 Hylaeosaurus foxii. Estos dos últimos nombres no han encontrado aceptación, H. foxii permaneció como un nomen ex disertatione inválido. También se ha sugerido que Polacanthus es simplemente la misma especie que Hylaeosaurus armatus y por lo tanto un sinónimo más moderno, pero hay una serie de diferencias en su osteología.
A veces, los huesos del material de Hylaeosaurus se han hecho más tarde especies separadas. En 1928, Franz Nopcsa erigió el espécimen BMNH 2584, una escápula izquierda referida por Mantell a H. armatus, parte del material tipo de Polacanthoides ponderosus. Aunque en 1978 fue sinónimo de Hylaeosaurus, Polacanthoides se considera hoy un dudoso, un miembro indeterminado de Thyreophora.

## Clasificación
Hylaeosaurus fue el primer anquilosauriano descubierto, pero hasta bien entrado el siglo XX, sus afinidades exactas seguirían siendo inciertas. En 1978, Coombs lo asignó a los Nodosauridae dentro de la Ankylosauria. Esta es todavía una clasificación habitual, ya que el Hylaeosaurus se recupera como un nodosáurido basal en los análisis cladísticos más exactos, a veces más precisamente como un miembro de Polacanthinae y por lo tanto está relacionado con Gastonia y Polacanthus . Sin embargo, en la década de 1990, los polacantinídos se vieron a veces como anquilausáuridos basales, porque se creía erróneamente que tenían pequeñas porras de cola. Una alternativa más popular hoy en día es que formaron un familia, Polacanthidae, un grupo basal fuera del clado de los nodosáuridos y anquilosáuridos.

### Filogenia
En el siguiente cladograma se muestra un estudio de 2012 que ubica a Hylaeosaurus como un nodosáurido basal pero no un polacantínido.

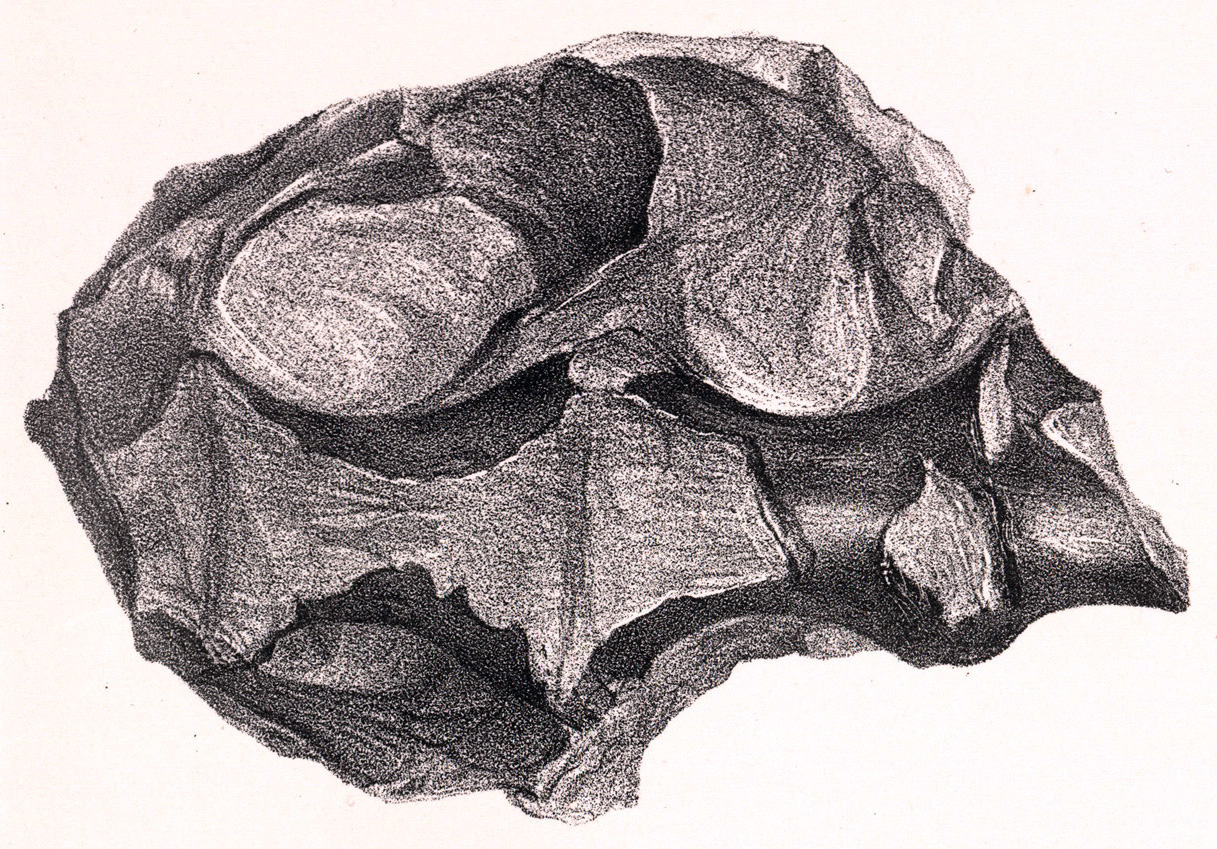
Vértebras sacras referidas

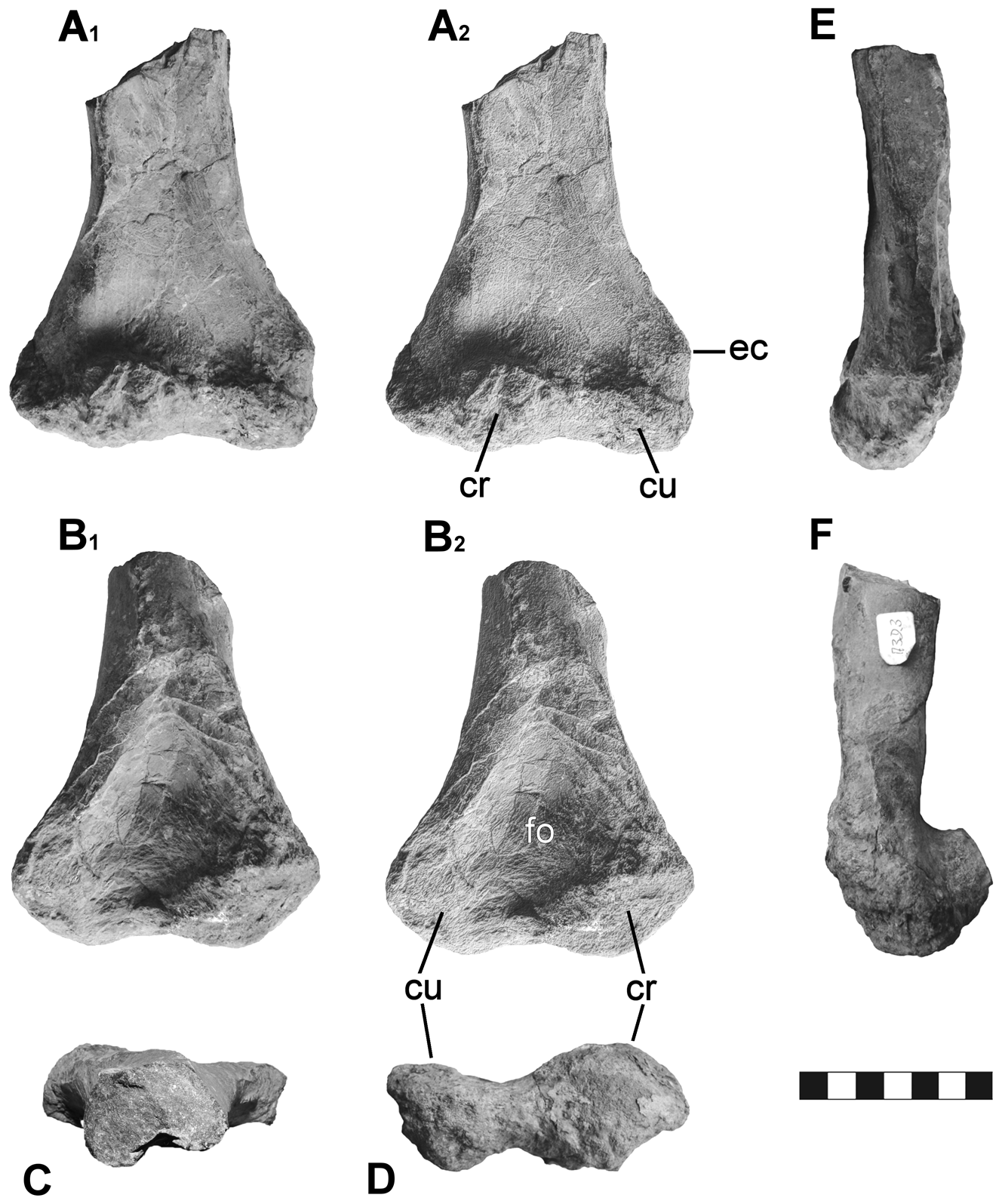
Húmero parcial referido de Alemania

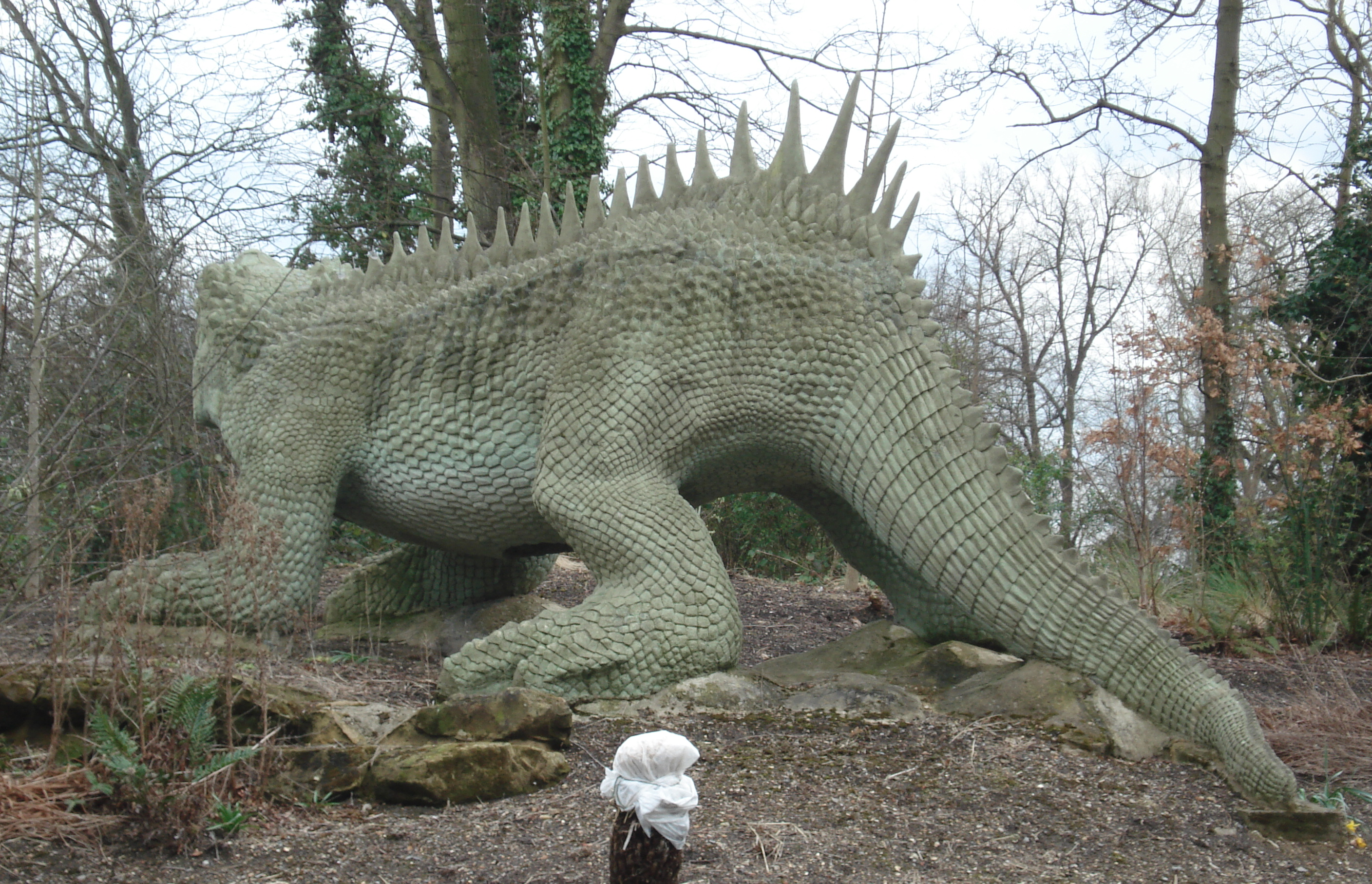
Modelo de Benjamin Waterhouse Hawkins, montado en el Crystal Palace.

|  | Mymoorapelta                                                  |
|  |                                                               |
|  | \| \| Hylaeosaurus \| \| \| \| \| \| Anoplosaurus \| \| \| \| |
|  |                                                               |
|  | Hylaeosaurus                                                  |
|  |                                                               |
|  | Anoplosaurus                                                  |
|  |                                                               |

|  | Hylaeosaurus |
|  |              |
|  | Anoplosaurus |
|  |              |

|  | Gastonia                                                     |
|  |                                                              |
|  | \| \| Peloroplites \| \| \| \| \| \| Polacanthus \| \| \| \| |
|  |                                                              |
|  | Peloroplites                                                 |
|  |                                                              |
|  | Polacanthus                                                  |
|  |                                                              |

|  | Peloroplites |
|  |              |
|  | Polacanthus  |
|  |              |

|  | Gastonia                                                     |
|  |                                                              |
|  | \| \| Peloroplites \| \| \| \| \| \| Polacanthus \| \| \| \| |
|  |                                                              |
|  | Peloroplites                                                 |
|  |                                                              |
|  | Polacanthus                                                  |
|  |                                                              |

|  | Peloroplites |
|  |              |
|  | Polacanthus  |
|  |              |

|  | Struthiosaurus  |
|  |                 |
|  | Zhejiangosaurus |
|  |                 |

|  | Niobrarasaurus                                               |
|  |                                                              |
|  | Nodosaurus                                                   |
|  |                                                              |
|  | Pawpawsaurus                                                 |
|  |                                                              |
|  | Sauropelta                                                   |
|  |                                                              |
|  | Silvisaurus                                                  |
|  |                                                              |
|  | Stegopelta                                                   |
|  |                                                              |
|  | Texasetes                                                    |
|  |                                                              |
|  | \| \| Edmontonia \| \| \| \| \| \| Panoplosaurus \| \| \| \| |
|  |                                                              |
|  | Edmontonia                                                   |
|  |                                                              |
|  | Panoplosaurus                                                |
|  |                                                              |

|  | Edmontonia    |
|  |               |
|  | Panoplosaurus |
|  |               |

|  | Niobrarasaurus                                               |
|  |                                                              |
|  | Nodosaurus                                                   |
|  |                                                              |
|  | Pawpawsaurus                                                 |
|  |                                                              |
|  | Sauropelta                                                   |
|  |                                                              |
|  | Silvisaurus                                                  |
|  |                                                              |
|  | Stegopelta                                                   |
|  |                                                              |
|  | Texasetes                                                    |
|  |                                                              |
|  | \| \| Edmontonia \| \| \| \| \| \| Panoplosaurus \| \| \| \| |
|  |                                                              |
|  | Edmontonia                                                   |
|  |                                                              |
|  | Panoplosaurus                                                |
|  |                                                              |

|  | Edmontonia    |
|  |               |
|  | Panoplosaurus |
|  |               |

|  | Niobrarasaurus                                               |
|  |                                                              |
|  | Nodosaurus                                                   |
|  |                                                              |
|  | Pawpawsaurus                                                 |
|  |                                                              |
|  | Sauropelta                                                   |
|  |                                                              |
|  | Silvisaurus                                                  |
|  |                                                              |
|  | Stegopelta                                                   |
|  |                                                              |
|  | Texasetes                                                    |
|  |                                                              |
|  | \| \| Edmontonia \| \| \| \| \| \| Panoplosaurus \| \| \| \| |
|  |                                                              |
|  | Edmontonia                                                   |
|  |                                                              |
|  | Panoplosaurus                                                |
|  |                                                              |

|  | Edmontonia    |
|  |               |
|  | Panoplosaurus |
|  |               |

|  | Niobrarasaurus                                               |
|  |                                                              |
|  | Nodosaurus                                                   |
|  |                                                              |
|  | Pawpawsaurus                                                 |
|  |                                                              |
|  | Sauropelta                                                   |
|  |                                                              |
|  | Silvisaurus                                                  |
|  |                                                              |
|  | Stegopelta                                                   |
|  |                                                              |
|  | Texasetes                                                    |
|  |                                                              |
|  | \| \| Edmontonia \| \| \| \| \| \| Panoplosaurus \| \| \| \| |
|  |                                                              |
|  | Edmontonia                                                   |
|  |                                                              |
|  | Panoplosaurus                                                |
|  |                                                              |

|  | Edmontonia    |
|  |               |
|  | Panoplosaurus |
|  |               |

|  | Struthiosaurus  |
|  |                 |
|  | Zhejiangosaurus |
|  |                 |

|  | Niobrarasaurus                                               |
|  |                                                              |
|  | Nodosaurus                                                   |
|  |                                                              |
|  | Pawpawsaurus                                                 |
|  |                                                              |
|  | Sauropelta                                                   |
|  |                                                              |
|  | Silvisaurus                                                  |
|  |                                                              |
|  | Stegopelta                                                   |
|  |                                                              |
|  | Texasetes                                                    |
|  |                                                              |
|  | \| \| Edmontonia \| \| \| \| \| \| Panoplosaurus \| \| \| \| |
|  |                                                              |
|  | Edmontonia                                                   |
|  |                                                              |
|  | Panoplosaurus                                                |
|  |                                                              |

|  | Edmontonia    |
|  |               |
|  | Panoplosaurus |
|  |               |

|  | Niobrarasaurus                                               |
|  |                                                              |
|  | Nodosaurus                                                   |
|  |                                                              |
|  | Pawpawsaurus                                                 |
|  |                                                              |
|  | Sauropelta                                                   |
|  |                                                              |
|  | Silvisaurus                                                  |
|  |                                                              |
|  | Stegopelta                                                   |
|  |                                                              |
|  | Texasetes                                                    |
|  |                                                              |
|  | \| \| Edmontonia \| \| \| \| \| \| Panoplosaurus \| \| \| \| |
|  |                                                              |
|  | Edmontonia                                                   |
|  |                                                              |
|  | Panoplosaurus                                                |
|  |                                                              |

|  | Edmontonia    |
|  |               |
|  | Panoplosaurus |
|  |               |

|  | Niobrarasaurus                                               |
|  |                                                              |
|  | Nodosaurus                                                   |
|  |                                                              |
|  | Pawpawsaurus                                                 |
|  |                                                              |
|  | Sauropelta                                                   |
|  |                                                              |
|  | Silvisaurus                                                  |
|  |                                                              |
|  | Stegopelta                                                   |
|  |                                                              |
|  | Texasetes                                                    |
|  |                                                              |
|  | \| \| Edmontonia \| \| \| \| \| \| Panoplosaurus \| \| \| \| |
|  |                                                              |
|  | Edmontonia                                                   |
|  |                                                              |
|  | Panoplosaurus                                                |
|  |                                                              |

|  | Edmontonia    |
|  |               |
|  | Panoplosaurus |
|  |               |

|  | Niobrarasaurus                                               |
|  |                                                              |
|  | Nodosaurus                                                   |
|  |                                                              |
|  | Pawpawsaurus                                                 |
|  |                                                              |
|  | Sauropelta                                                   |
|  |                                                              |
|  | Silvisaurus                                                  |
|  |                                                              |
|  | Stegopelta                                                   |
|  |                                                              |
|  | Texasetes                                                    |
|  |                                                              |
|  | \| \| Edmontonia \| \| \| \| \| \| Panoplosaurus \| \| \| \| |
|  |                                                              |
|  | Edmontonia                                                   |
|  |                                                              |
|  | Panoplosaurus                                                |
|  |                                                              |

|  | Edmontonia    |
|  |               |
|  | Panoplosaurus |
|  |               |

|  | Gastonia                                                     |
|  |                                                              |
|  | \| \| Peloroplites \| \| \| \| \| \| Polacanthus \| \| \| \| |
|  |                                                              |
|  | Peloroplites                                                 |
|  |                                                              |
|  | Polacanthus                                                  |
|  |                                                              |

|  | Peloroplites |
|  |              |
|  | Polacanthus  |
|  |              |

|  | Gastonia                                                     |
|  |                                                              |
|  | \| \| Peloroplites \| \| \| \| \| \| Polacanthus \| \| \| \| |
|  |                                                              |
|  | Peloroplites                                                 |
|  |                                                              |
|  | Polacanthus                                                  |
|  |                                                              |

|  | Peloroplites |
|  |              |
|  | Polacanthus  |
|  |              |

|  | Struthiosaurus  |
|  |                 |
|  | Zhejiangosaurus |
|  |                 |

|  | Niobrarasaurus                                               |
|  |                                                              |
|  | Nodosaurus                                                   |
|  |                                                              |
|  | Pawpawsaurus                                                 |
|  |                                                              |
|  | Sauropelta                                                   |
|  |                                                              |
|  | Silvisaurus                                                  |
|  |                                                              |
|  | Stegopelta                                                   |
|  |                                                              |
|  | Texasetes                                                    |
|  |                                                              |
|  | \| \| Edmontonia \| \| \| \| \| \| Panoplosaurus \| \| \| \| |
|  |                                                              |
|  | Edmontonia                                                   |
|  |                                                              |
|  | Panoplosaurus                                                |
|  |                                                              |

|  | Edmontonia    |
|  |               |
|  | Panoplosaurus |
|  |               |

|  | Niobrarasaurus                                               |
|  |                                                              |
|  | Nodosaurus                                                   |
|  |                                                              |
|  | Pawpawsaurus                                                 |
|  |                                                              |
|  | Sauropelta                                                   |
|  |                                                              |
|  | Silvisaurus                                                  |
|  |                                                              |
|  | Stegopelta                                                   |
|  |                                                              |
|  | Texasetes                                                    |
|  |                                                              |
|  | \| \| Edmontonia \| \| \| \| \| \| Panoplosaurus \| \| \| \| |
|  |                                                              |
|  | Edmontonia                                                   |
|  |                                                              |
|  | Panoplosaurus                                                |
|  |                                                              |

|  | Edmontonia    |
|  |               |
|  | Panoplosaurus |
|  |               |

|  | Niobrarasaurus                                               |
|  |                                                              |
|  | Nodosaurus                                                   |
|  |                                                              |
|  | Pawpawsaurus                                                 |
|  |                                                              |
|  | Sauropelta                                                   |
|  |                                                              |
|  | Silvisaurus                                                  |
|  |                                                              |
|  | Stegopelta                                                   |
|  |                                                              |
|  | Texasetes                                                    |
|  |                                                              |
|  | \| \| Edmontonia \| \| \| \| \| \| Panoplosaurus \| \| \| \| |
|  |                                                              |
|  | Edmontonia                                                   |
|  |                                                              |
|  | Panoplosaurus                                                |
|  |                                                              |

|  | Edmontonia    |
|  |               |
|  | Panoplosaurus |
|  |               |

|  | Niobrarasaurus                                               |
|  |                                                              |
|  | Nodosaurus                                                   |
|  |                                                              |
|  | Pawpawsaurus                                                 |
|  |                                                              |
|  | Sauropelta                                                   |
|  |                                                              |
|  | Silvisaurus                                                  |
|  |                                                              |
|  | Stegopelta                                                   |
|  |                                                              |
|  | Texasetes                                                    |
|  |                                                              |
|  | \| \| Edmontonia \| \| \| \| \| \| Panoplosaurus \| \| \| \| |
|  |                                                              |
|  | Edmontonia                                                   |
|  |                                                              |
|  | Panoplosaurus                                                |
|  |                                                              |

|  | Edmontonia    |
|  |               |
|  | Panoplosaurus |
|  |               |

|  | Struthiosaurus  |
|  |                 |
|  | Zhejiangosaurus |
|  |                 |

|  | Niobrarasaurus                                               |
|  |                                                              |
|  | Nodosaurus                                                   |
|  |                                                              |
|  | Pawpawsaurus                                                 |
|  |                                                              |
|  | Sauropelta                                                   |
|  |                                                              |
|  | Silvisaurus                                                  |
|  |                                                              |
|  | Stegopelta                                                   |
|  |                                                              |
|  | Texasetes                                                    |
|  |                                                              |
|  | \| \| Edmontonia \| \| \| \| \| \| Panoplosaurus \| \| \| \| |
|  |                                                              |
|  | Edmontonia                                                   |
|  |                                                              |
|  | Panoplosaurus                                                |
|  |                                                              |

|  | Edmontonia    |
|  |               |
|  | Panoplosaurus |
|  |               |

|  | Niobrarasaurus                                               |
|  |                                                              |
|  | Nodosaurus                                                   |
|  |                                                              |
|  | Pawpawsaurus                                                 |
|  |                                                              |
|  | Sauropelta                                                   |
|  |                                                              |
|  | Silvisaurus                                                  |
|  |                                                              |
|  | Stegopelta                                                   |
|  |                                                              |
|  | Texasetes                                                    |
|  |                                                              |
|  | \| \| Edmontonia \| \| \| \| \| \| Panoplosaurus \| \| \| \| |
|  |                                                              |
|  | Edmontonia                                                   |
|  |                                                              |
|  | Panoplosaurus                                                |
|  |                                                              |

|  | Edmontonia    |
|  |               |
|  | Panoplosaurus |
|  |               |

|  | Niobrarasaurus                                               |
|  |                                                              |
|  | Nodosaurus                                                   |
|  |                                                              |
|  | Pawpawsaurus                                                 |
|  |                                                              |
|  | Sauropelta                                                   |
|  |                                                              |
|  | Silvisaurus                                                  |
|  |                                                              |
|  | Stegopelta                                                   |
|  |                                                              |
|  | Texasetes                                                    |
|  |                                                              |
|  | \| \| Edmontonia \| \| \| \| \| \| Panoplosaurus \| \| \| \| |
|  |                                                              |
|  | Edmontonia                                                   |
|  |                                                              |
|  | Panoplosaurus                                                |
|  |                                                              |

|  | Edmontonia    |
|  |               |
|  | Panoplosaurus |
|  |               |

|  | Niobrarasaurus                                               |
|  |                                                              |
|  | Nodosaurus                                                   |
|  |                                                              |
|  | Pawpawsaurus                                                 |
|  |                                                              |
|  | Sauropelta                                                   |
|  |                                                              |
|  | Silvisaurus                                                  |
|  |                                                              |
|  | Stegopelta                                                   |
|  |                                                              |
|  | Texasetes                                                    |
|  |                                                              |
|  | \| \| Edmontonia \| \| \| \| \| \| Panoplosaurus \| \| \| \| |
|  |                                                              |
|  | Edmontonia                                                   |
|  |                                                              |
|  | Panoplosaurus                                                |
|  |                                                              |

|  | Edmontonia    |
|  |               |
|  | Panoplosaurus |
|  |               |

|  | Mymoorapelta                                                  |
|  |                                                               |
|  | \| \| Hylaeosaurus \| \| \| \| \| \| Anoplosaurus \| \| \| \| |
|  |                                                               |
|  | Hylaeosaurus                                                  |
|  |                                                               |
|  | Anoplosaurus                                                  |
|  |                                                               |

|  | Hylaeosaurus |
|  |              |
|  | Anoplosaurus |
|  |              |

|  | Gastonia                                                     |
|  |                                                              |
|  | \| \| Peloroplites \| \| \| \| \| \| Polacanthus \| \| \| \| |
|  |                                                              |
|  | Peloroplites                                                 |
|  |                                                              |
|  | Polacanthus                                                  |
|  |                                                              |

|  | Peloroplites |
|  |              |
|  | Polacanthus  |
|  |              |

|  | Gastonia                                                     |
|  |                                                              |
|  | \| \| Peloroplites \| \| \| \| \| \| Polacanthus \| \| \| \| |
|  |                                                              |
|  | Peloroplites                                                 |
|  |                                                              |
|  | Polacanthus                                                  |
|  |                                                              |

|  | Peloroplites |
|  |              |
|  | Polacanthus  |
|  |              |

|  | Struthiosaurus  |
|  |                 |
|  | Zhejiangosaurus |
|  |                 |

|  | Niobrarasaurus                                               |
|  |                                                              |
|  | Nodosaurus                                                   |
|  |                                                              |
|  | Pawpawsaurus                                                 |
|  |                                                              |
|  | Sauropelta                                                   |
|  |                                                              |
|  | Silvisaurus                                                  |
|  |                                                              |
|  | Stegopelta                                                   |
|  |                                                              |
|  | Texasetes                                                    |
|  |                                                              |
|  | \| \| Edmontonia \| \| \| \| \| \| Panoplosaurus \| \| \| \| |
|  |                                                              |
|  | Edmontonia                                                   |
|  |                                                              |
|  | Panoplosaurus                                                |
|  |                                                              |

|  | Edmontonia    |
|  |               |
|  | Panoplosaurus |
|  |               |

|  | Niobrarasaurus                                               |
|  |                                                              |
|  | Nodosaurus                                                   |
|  |                                                              |
|  | Pawpawsaurus                                                 |
|  |                                                              |
|  | Sauropelta                                                   |
|  |                                                              |
|  | Silvisaurus                                                  |
|  |                                                              |
|  | Stegopelta                                                   |
|  |                                                              |
|  | Texasetes                                                    |
|  |                                                              |
|  | \| \| Edmontonia \| \| \| \| \| \| Panoplosaurus \| \| \| \| |
|  |                                                              |
|  | Edmontonia                                                   |
|  |                                                              |
|  | Panoplosaurus                                                |
|  |                                                              |

|  | Edmontonia    |
|  |               |
|  | Panoplosaurus |
|  |               |

|  | Niobrarasaurus                                               |
|  |                                                              |
|  | Nodosaurus                                                   |
|  |                                                              |
|  | Pawpawsaurus                                                 |
|  |                                                              |
|  | Sauropelta                                                   |
|  |                                                              |
|  | Silvisaurus                                                  |
|  |                                                              |
|  | Stegopelta                                                   |
|  |                                                              |
|  | Texasetes                                                    |
|  |                                                              |
|  | \| \| Edmontonia \| \| \| \| \| \| Panoplosaurus \| \| \| \| |
|  |                                                              |
|  | Edmontonia                                                   |
|  |                                                              |
|  | Panoplosaurus                                                |
|  |                                                              |

|  | Edmontonia    |
|  |               |
|  | Panoplosaurus |
|  |               |

|  | Niobrarasaurus                                               |
|  |                                                              |
|  | Nodosaurus                                                   |
|  |                                                              |
|  | Pawpawsaurus                                                 |
|  |                                                              |
|  | Sauropelta                                                   |
|  |                                                              |
|  | Silvisaurus                                                  |
|  |                                                              |
|  | Stegopelta                                                   |
|  |                                                              |
|  | Texasetes                                                    |
|  |                                                              |
|  | \| \| Edmontonia \| \| \| \| \| \| Panoplosaurus \| \| \| \| |
|  |                                                              |
|  | Edmontonia                                                   |
|  |                                                              |
|  | Panoplosaurus                                                |
|  |                                                              |

|  | Edmontonia    |
|  |               |
|  | Panoplosaurus |
|  |               |

|  | Struthiosaurus  |
|  |                 |
|  | Zhejiangosaurus |
|  |                 |

|  | Niobrarasaurus                                               |
|  |                                                              |
|  | Nodosaurus                                                   |
|  |                                                              |
|  | Pawpawsaurus                                                 |
|  |                                                              |
|  | Sauropelta                                                   |
|  |                                                              |
|  | Silvisaurus                                                  |
|  |                                                              |
|  | Stegopelta                                                   |
|  |                                                              |
|  | Texasetes                                                    |
|  |                                                              |
|  | \| \| Edmontonia \| \| \| \| \| \| Panoplosaurus \| \| \| \| |
|  |                                                              |
|  | Edmontonia                                                   |
|  |                                                              |
|  | Panoplosaurus                                                |
|  |                                                              |

|  | Edmontonia    |
|  |               |
|  | Panoplosaurus |
|  |               |

|  | Niobrarasaurus                                               |
|  |                                                              |
|  | Nodosaurus                                                   |
|  |                                                              |
|  | Pawpawsaurus                                                 |
|  |                                                              |
|  | Sauropelta                                                   |
|  |                                                              |
|  | Silvisaurus                                                  |
|  |                                                              |
|  | Stegopelta                                                   |
|  |                                                              |
|  | Texasetes                                                    |
|  |                                                              |
|  | \| \| Edmontonia \| \| \| \| \| \| Panoplosaurus \| \| \| \| |
|  |                                                              |
|  | Edmontonia                                                   |
|  |                                                              |
|  | Panoplosaurus                                                |
|  |                                                              |

|  | Edmontonia    |
|  |               |
|  | Panoplosaurus |
|  |               |

|  | Niobrarasaurus                                               |
|  |                                                              |
|  | Nodosaurus                                                   |
|  |                                                              |
|  | Pawpawsaurus                                                 |
|  |                                                              |
|  | Sauropelta                                                   |
|  |                                                              |
|  | Silvisaurus                                                  |
|  |                                                              |
|  | Stegopelta                                                   |
|  |                                                              |
|  | Texasetes                                                    |
|  |                                                              |
|  | \| \| Edmontonia \| \| \| \| \| \| Panoplosaurus \| \| \| \| |
|  |                                                              |
|  | Edmontonia                                                   |
|  |                                                              |
|  | Panoplosaurus                                                |
|  |                                                              |

|  | Edmontonia    |
|  |               |
|  | Panoplosaurus |
|  |               |

|  | Niobrarasaurus                                               |
|  |                                                              |
|  | Nodosaurus                                                   |
|  |                                                              |
|  | Pawpawsaurus                                                 |
|  |                                                              |
|  | Sauropelta                                                   |
|  |                                                              |
|  | Silvisaurus                                                  |
|  |                                                              |
|  | Stegopelta                                                   |
|  |                                                              |
|  | Texasetes                                                    |
|  |                                                              |
|  | \| \| Edmontonia \| \| \| \| \| \| Panoplosaurus \| \| \| \| |
|  |                                                              |
|  | Edmontonia                                                   |
|  |                                                              |
|  | Panoplosaurus                                                |
|  |                                                              |

|  | Edmontonia    |
|  |               |
|  | Panoplosaurus |
|  |               |

|  | Gastonia                                                     |
|  |                                                              |
|  | \| \| Peloroplites \| \| \| \| \| \| Polacanthus \| \| \| \| |
|  |                                                              |
|  | Peloroplites                                                 |
|  |                                                              |
|  | Polacanthus                                                  |
|  |                                                              |

|  | Peloroplites |
|  |              |
|  | Polacanthus  |
|  |              |

|  | Gastonia                                                     |
|  |                                                              |
|  | \| \| Peloroplites \| \| \| \| \| \| Polacanthus \| \| \| \| |
|  |                                                              |
|  | Peloroplites                                                 |
|  |                                                              |
|  | Polacanthus                                                  |
|  |                                                              |

|  | Peloroplites |
|  |              |
|  | Polacanthus  |
|  |              |

|  | Struthiosaurus  |
|  |                 |
|  | Zhejiangosaurus |
|  |                 |

|  | Niobrarasaurus                                               |
|  |                                                              |
|  | Nodosaurus                                                   |
|  |                                                              |
|  | Pawpawsaurus                                                 |
|  |                                                              |
|  | Sauropelta                                                   |
|  |                                                              |
|  | Silvisaurus                                                  |
|  |                                                              |
|  | Stegopelta                                                   |
|  |                                                              |
|  | Texasetes                                                    |
|  |                                                              |
|  | \| \| Edmontonia \| \| \| \| \| \| Panoplosaurus \| \| \| \| |
|  |                                                              |
|  | Edmontonia                                                   |
|  |                                                              |
|  | Panoplosaurus                                                |
|  |                                                              |

|  | Edmontonia    |
|  |               |
|  | Panoplosaurus |
|  |               |

|  | Niobrarasaurus                                               |
|  |                                                              |
|  | Nodosaurus                                                   |
|  |                                                              |
|  | Pawpawsaurus                                                 |
|  |                                                              |
|  | Sauropelta                                                   |
|  |                                                              |
|  | Silvisaurus                                                  |
|  |                                                              |
|  | Stegopelta                                                   |
|  |                                                              |
|  | Texasetes                                                    |
|  |                                                              |
|  | \| \| Edmontonia \| \| \| \| \| \| Panoplosaurus \| \| \| \| |
|  |                                                              |
|  | Edmontonia                                                   |
|  |                                                              |
|  | Panoplosaurus                                                |
|  |                                                              |

|  | Edmontonia    |
|  |               |
|  | Panoplosaurus |
|  |               |

|  | Niobrarasaurus                                               |
|  |                                                              |
|  | Nodosaurus                                                   |
|  |                                                              |
|  | Pawpawsaurus                                                 |
|  |                                                              |
|  | Sauropelta                                                   |
|  |                                                              |
|  | Silvisaurus                                                  |
|  |                                                              |
|  | Stegopelta                                                   |
|  |                                                              |
|  | Texasetes                                                    |
|  |                                                              |
|  | \| \| Edmontonia \| \| \| \| \| \| Panoplosaurus \| \| \| \| |
|  |                                                              |
|  | Edmontonia                                                   |
|  |                                                              |
|  | Panoplosaurus                                                |
|  |                                                              |

|  | Edmontonia    |
|  |               |
|  | Panoplosaurus |
|  |               |

|  | Niobrarasaurus                                               |
|  |                                                              |
|  | Nodosaurus                                                   |
|  |                                                              |
|  | Pawpawsaurus                                                 |
|  |                                                              |
|  | Sauropelta                                                   |
|  |                                                              |
|  | Silvisaurus                                                  |
|  |                                                              |
|  | Stegopelta                                                   |
|  |                                                              |
|  | Texasetes                                                    |
|  |                                                              |
|  | \| \| Edmontonia \| \| \| \| \| \| Panoplosaurus \| \| \| \| |
|  |                                                              |
|  | Edmontonia                                                   |
|  |                                                              |
|  | Panoplosaurus                                                |
|  |                                                              |

|  | Edmontonia    |
|  |               |
|  | Panoplosaurus |
|  |               |

|  | Struthiosaurus  |
|  |                 |
|  | Zhejiangosaurus |
|  |                 |

|  | Niobrarasaurus                                               |
|  |                                                              |
|  | Nodosaurus                                                   |
|  |                                                              |
|  | Pawpawsaurus                                                 |
|  |                                                              |
|  | Sauropelta                                                   |
|  |                                                              |
|  | Silvisaurus                                                  |
|  |                                                              |
|  | Stegopelta                                                   |
|  |                                                              |
|  | Texasetes                                                    |
|  |                                                              |
|  | \| \| Edmontonia \| \| \| \| \| \| Panoplosaurus \| \| \| \| |
|  |                                                              |
|  | Edmontonia                                                   |
|  |                                                              |
|  | Panoplosaurus                                                |
|  |                                                              |

|  | Edmontonia    |
|  |               |
|  | Panoplosaurus |
|  |               |

|  | Niobrarasaurus                                               |
|  |                                                              |
|  | Nodosaurus                                                   |
|  |                                                              |
|  | Pawpawsaurus                                                 |
|  |                                                              |
|  | Sauropelta                                                   |
|  |                                                              |
|  | Silvisaurus                                                  |
|  |                                                              |
|  | Stegopelta                                                   |
|  |                                                              |
|  | Texasetes                                                    |
|  |                                                              |
|  | \| \| Edmontonia \| \| \| \| \| \| Panoplosaurus \| \| \| \| |
|  |                                                              |
|  | Edmontonia                                                   |
|  |                                                              |
|  | Panoplosaurus                                                |
|  |                                                              |

|  | Edmontonia    |
|  |               |
|  | Panoplosaurus |
|  |               |

|  | Niobrarasaurus                                               |
|  |                                                              |
|  | Nodosaurus                                                   |
|  |                                                              |
|  | Pawpawsaurus                                                 |
|  |                                                              |
|  | Sauropelta                                                   |
|  |                                                              |
|  | Silvisaurus                                                  |
|  |                                                              |
|  | Stegopelta                                                   |
|  |                                                              |
|  | Texasetes                                                    |
|  |                                                              |
|  | \| \| Edmontonia \| \| \| \| \| \| Panoplosaurus \| \| \| \| |
|  |                                                              |
|  | Edmontonia                                                   |
|  |                                                              |
|  | Panoplosaurus                                                |
|  |                                                              |

|  | Edmontonia    |
|  |               |
|  | Panoplosaurus |
|  |               |

|  | Niobrarasaurus                                               |
|  |                                                              |
|  | Nodosaurus                                                   |
|  |                                                              |
|  | Pawpawsaurus                                                 |
|  |                                                              |
|  | Sauropelta                                                   |
|  |                                                              |
|  | Silvisaurus                                                  |
|  |                                                              |
|  | Stegopelta                                                   |
|  |                                                              |
|  | Texasetes                                                    |
|  |                                                              |
|  | \| \| Edmontonia \| \| \| \| \| \| Panoplosaurus \| \| \| \| |
|  |                                                              |
|  | Edmontonia                                                   |
|  |                                                              |
|  | Panoplosaurus                                                |
|  |                                                              |

|  | Edmontonia    |
|  |               |
|  | Panoplosaurus |
|  |               |

|  | Mymoorapelta                                                  |
|  |                                                               |
|  | \| \| Hylaeosaurus \| \| \| \| \| \| Anoplosaurus \| \| \| \| |
|  |                                                               |
|  | Hylaeosaurus                                                  |
|  |                                                               |
|  | Anoplosaurus                                                  |
|  |                                                               |

|  | Hylaeosaurus |
|  |              |
|  | Anoplosaurus |
|  |              |

|  | Gastonia                                                     |
|  |                                                              |
|  | \| \| Peloroplites \| \| \| \| \| \| Polacanthus \| \| \| \| |
|  |                                                              |
|  | Peloroplites                                                 |
|  |                                                              |
|  | Polacanthus                                                  |
|  |                                                              |

|  | Peloroplites |
|  |              |
|  | Polacanthus  |
|  |              |

|  | Gastonia                                                     |
|  |                                                              |
|  | \| \| Peloroplites \| \| \| \| \| \| Polacanthus \| \| \| \| |
|  |                                                              |
|  | Peloroplites                                                 |
|  |                                                              |
|  | Polacanthus                                                  |
|  |                                                              |

|  | Peloroplites |
|  |              |
|  | Polacanthus  |
|  |              |

|  | Struthiosaurus  |
|  |                 |
|  | Zhejiangosaurus |
|  |                 |

|  | Niobrarasaurus                                               |
|  |                                                              |
|  | Nodosaurus                                                   |
|  |                                                              |
|  | Pawpawsaurus                                                 |
|  |                                                              |
|  | Sauropelta                                                   |
|  |                                                              |
|  | Silvisaurus                                                  |
|  |                                                              |
|  | Stegopelta                                                   |
|  |                                                              |
|  | Texasetes                                                    |
|  |                                                              |
|  | \| \| Edmontonia \| \| \| \| \| \| Panoplosaurus \| \| \| \| |
|  |                                                              |
|  | Edmontonia                                                   |
|  |                                                              |
|  | Panoplosaurus                                                |
|  |                                                              |

|  | Edmontonia    |
|  |               |
|  | Panoplosaurus |
|  |               |

|  | Niobrarasaurus                                               |
|  |                                                              |
|  | Nodosaurus                                                   |
|  |                                                              |
|  | Pawpawsaurus                                                 |
|  |                                                              |
|  | Sauropelta                                                   |
|  |                                                              |
|  | Silvisaurus                                                  |
|  |                                                              |
|  | Stegopelta                                                   |
|  |                                                              |
|  | Texasetes                                                    |
|  |                                                              |
|  | \| \| Edmontonia \| \| \| \| \| \| Panoplosaurus \| \| \| \| |
|  |                                                              |
|  | Edmontonia                                                   |
|  |                                                              |
|  | Panoplosaurus                                                |
|  |                                                              |

|  | Edmontonia    |
|  |               |
|  | Panoplosaurus |
|  |               |

|  | Niobrarasaurus                                               |
|  |                                                              |
|  | Nodosaurus                                                   |
|  |                                                              |
|  | Pawpawsaurus                                                 |
|  |                                                              |
|  | Sauropelta                                                   |
|  |                                                              |
|  | Silvisaurus                                                  |
|  |                                                              |
|  | Stegopelta                                                   |
|  |                                                              |
|  | Texasetes                                                    |
|  |                                                              |
|  | \| \| Edmontonia \| \| \| \| \| \| Panoplosaurus \| \| \| \| |
|  |                                                              |
|  | Edmontonia                                                   |
|  |                                                              |
|  | Panoplosaurus                                                |
|  |                                                              |

|  | Edmontonia    |
|  |               |
|  | Panoplosaurus |
|  |               |

|  | Niobrarasaurus                                               |
|  |                                                              |
|  | Nodosaurus                                                   |
|  |                                                              |
|  | Pawpawsaurus                                                 |
|  |                                                              |
|  | Sauropelta                                                   |
|  |                                                              |
|  | Silvisaurus                                                  |
|  |                                                              |
|  | Stegopelta                                                   |
|  |                                                              |
|  | Texasetes                                                    |
|  |                                                              |
|  | \| \| Edmontonia \| \| \| \| \| \| Panoplosaurus \| \| \| \| |
|  |                                                              |
|  | Edmontonia                                                   |
|  |                                                              |
|  | Panoplosaurus                                                |
|  |                                                              |

|  | Edmontonia    |
|  |               |
|  | Panoplosaurus |
|  |               |

|  | Struthiosaurus  |
|  |                 |
|  | Zhejiangosaurus |
|  |                 |

|  | Niobrarasaurus                                               |
|  |                                                              |
|  | Nodosaurus                                                   |
|  |                                                              |
|  | Pawpawsaurus                                                 |
|  |                                                              |
|  | Sauropelta                                                   |
|  |                                                              |
|  | Silvisaurus                                                  |
|  |                                                              |
|  | Stegopelta                                                   |
|  |                                                              |
|  | Texasetes                                                    |
|  |                                                              |
|  | \| \| Edmontonia \| \| \| \| \| \| Panoplosaurus \| \| \| \| |
|  |                                                              |
|  | Edmontonia                                                   |
|  |                                                              |
|  | Panoplosaurus                                                |
|  |                                                              |

|  | Edmontonia    |
|  |               |
|  | Panoplosaurus |
|  |               |

|  | Niobrarasaurus                                               |
|  |                                                              |
|  | Nodosaurus                                                   |
|  |                                                              |
|  | Pawpawsaurus                                                 |
|  |                                                              |
|  | Sauropelta                                                   |
|  |                                                              |
|  | Silvisaurus                                                  |
|  |                                                              |
|  | Stegopelta                                                   |
|  |                                                              |
|  | Texasetes                                                    |
|  |                                                              |
|  | \| \| Edmontonia \| \| \| \| \| \| Panoplosaurus \| \| \| \| |
|  |                                                              |
|  | Edmontonia                                                   |
|  |                                                              |
|  | Panoplosaurus                                                |
|  |                                                              |

|  | Edmontonia    |
|  |               |
|  | Panoplosaurus |
|  |               |

|  | Niobrarasaurus                                               |
|  |                                                              |
|  | Nodosaurus                                                   |
|  |                                                              |
|  | Pawpawsaurus                                                 |
|  |                                                              |
|  | Sauropelta                                                   |
|  |                                                              |
|  | Silvisaurus                                                  |
|  |                                                              |
|  | Stegopelta                                                   |
|  |                                                              |
|  | Texasetes                                                    |
|  |                                                              |
|  | \| \| Edmontonia \| \| \| \| \| \| Panoplosaurus \| \| \| \| |
|  |                                                              |
|  | Edmontonia                                                   |
|  |                                                              |
|  | Panoplosaurus                                                |
|  |                                                              |

|  | Edmontonia    |
|  |               |
|  | Panoplosaurus |
|  |               |

|  | Niobrarasaurus                                               |
|  |                                                              |
|  | Nodosaurus                                                   |
|  |                                                              |
|  | Pawpawsaurus                                                 |
|  |                                                              |
|  | Sauropelta                                                   |
|  |                                                              |
|  | Silvisaurus                                                  |
|  |                                                              |
|  | Stegopelta                                                   |
|  |                                                              |
|  | Texasetes                                                    |
|  |                                                              |
|  | \| \| Edmontonia \| \| \| \| \| \| Panoplosaurus \| \| \| \| |
|  |                                                              |
|  | Edmontonia                                                   |
|  |                                                              |
|  | Panoplosaurus                                                |
|  |                                                              |

|  | Edmontonia    |
|  |               |
|  | Panoplosaurus |
|  |               |

|  | Gastonia                                                     |
|  |                                                              |
|  | \| \| Peloroplites \| \| \| \| \| \| Polacanthus \| \| \| \| |
|  |                                                              |
|  | Peloroplites                                                 |
|  |                                                              |
|  | Polacanthus                                                  |
|  |                                                              |

|  | Peloroplites |
|  |              |
|  | Polacanthus  |
|  |              |

|  | Gastonia                                                     |
|  |                                                              |
|  | \| \| Peloroplites \| \| \| \| \| \| Polacanthus \| \| \| \| |
|  |                                                              |
|  | Peloroplites                                                 |
|  |                                                              |
|  | Polacanthus                                                  |
|  |                                                              |

|  | Peloroplites |
|  |              |
|  | Polacanthus  |
|  |              |

|  | Struthiosaurus  |
|  |                 |
|  | Zhejiangosaurus |
|  |                 |

|  | Niobrarasaurus                                               |
|  |                                                              |
|  | Nodosaurus                                                   |
|  |                                                              |
|  | Pawpawsaurus                                                 |
|  |                                                              |
|  | Sauropelta                                                   |
|  |                                                              |
|  | Silvisaurus                                                  |
|  |                                                              |
|  | Stegopelta                                                   |
|  |                                                              |
|  | Texasetes                                                    |
|  |                                                              |
|  | \| \| Edmontonia \| \| \| \| \| \| Panoplosaurus \| \| \| \| |
|  |                                                              |
|  | Edmontonia                                                   |
|  |                                                              |
|  | Panoplosaurus                                                |
|  |                                                              |

|  | Edmontonia    |
|  |               |
|  | Panoplosaurus |
|  |               |

|  | Niobrarasaurus                                               |
|  |                                                              |
|  | Nodosaurus                                                   |
|  |                                                              |
|  | Pawpawsaurus                                                 |
|  |                                                              |
|  | Sauropelta                                                   |
|  |                                                              |
|  | Silvisaurus                                                  |
|  |                                                              |
|  | Stegopelta                                                   |
|  |                                                              |
|  | Texasetes                                                    |
|  |                                                              |
|  | \| \| Edmontonia \| \| \| \| \| \| Panoplosaurus \| \| \| \| |
|  |                                                              |
|  | Edmontonia                                                   |
|  |                                                              |
|  | Panoplosaurus                                                |
|  |                                                              |

|  | Edmontonia    |
|  |               |
|  | Panoplosaurus |
|  |               |

|  | Niobrarasaurus                                               |
|  |                                                              |
|  | Nodosaurus                                                   |
|  |                                                              |
|  | Pawpawsaurus                                                 |
|  |                                                              |
|  | Sauropelta                                                   |
|  |                                                              |
|  | Silvisaurus                                                  |
|  |                                                              |
|  | Stegopelta                                                   |
|  |                                                              |
|  | Texasetes                                                    |
|  |                                                              |
|  | \| \| Edmontonia \| \| \| \| \| \| Panoplosaurus \| \| \| \| |
|  |                                                              |
|  | Edmontonia                                                   |
|  |                                                              |
|  | Panoplosaurus                                                |
|  |                                                              |

|  | Edmontonia    |
|  |               |
|  | Panoplosaurus |
|  |               |

|  | Niobrarasaurus                                               |
|  |                                                              |
|  | Nodosaurus                                                   |
|  |                                                              |
|  | Pawpawsaurus                                                 |
|  |                                                              |
|  | Sauropelta                                                   |
|  |                                                              |
|  | Silvisaurus                                                  |
|  |                                                              |
|  | Stegopelta                                                   |
|  |                                                              |
|  | Texasetes                                                    |
|  |                                                              |
|  | \| \| Edmontonia \| \| \| \| \| \| Panoplosaurus \| \| \| \| |
|  |                                                              |
|  | Edmontonia                                                   |
|  |                                                              |
|  | Panoplosaurus                                                |
|  |                                                              |

|  | Edmontonia    |
|  |               |
|  | Panoplosaurus |
|  |               |

|  | Struthiosaurus  |
|  |                 |
|  | Zhejiangosaurus |
|  |                 |

|  | Niobrarasaurus                                               |
|  |                                                              |
|  | Nodosaurus                                                   |
|  |                                                              |
|  | Pawpawsaurus                                                 |
|  |                                                              |
|  | Sauropelta                                                   |
|  |                                                              |
|  | Silvisaurus                                                  |
|  |                                                              |
|  | Stegopelta                                                   |
|  |                                                              |
|  | Texasetes                                                    |
|  |                                                              |
|  | \| \| Edmontonia \| \| \| \| \| \| Panoplosaurus \| \| \| \| |
|  |                                                              |
|  | Edmontonia                                                   |
|  |                                                              |
|  | Panoplosaurus                                                |
|  |                                                              |

|  | Edmontonia    |
|  |               |
|  | Panoplosaurus |
|  |               |

|  | Niobrarasaurus                                               |
|  |                                                              |
|  | Nodosaurus                                                   |
|  |                                                              |
|  | Pawpawsaurus                                                 |
|  |                                                              |
|  | Sauropelta                                                   |
|  |                                                              |
|  | Silvisaurus                                                  |
|  |                                                              |
|  | Stegopelta                                                   |
|  |                                                              |
|  | Texasetes                                                    |
|  |                                                              |
|  | \| \| Edmontonia \| \| \| \| \| \| Panoplosaurus \| \| \| \| |
|  |                                                              |
|  | Edmontonia                                                   |
|  |                                                              |
|  | Panoplosaurus                                                |
|  |                                                              |

|  | Edmontonia    |
|  |               |
|  | Panoplosaurus |
|  |               |

|  | Niobrarasaurus                                               |
|  |                                                              |
|  | Nodosaurus                                                   |
|  |                                                              |
|  | Pawpawsaurus                                                 |
|  |                                                              |
|  | Sauropelta                                                   |
|  |                                                              |
|  | Silvisaurus                                                  |
|  |                                                              |
|  | Stegopelta                                                   |
|  |                                                              |
|  | Texasetes                                                    |
|  |                                                              |
|  | \| \| Edmontonia \| \| \| \| \| \| Panoplosaurus \| \| \| \| |
|  |                                                              |
|  | Edmontonia                                                   |
|  |                                                              |
|  | Panoplosaurus                                                |
|  |                                                              |

|  | Edmontonia    |
|  |               |
|  | Panoplosaurus |
|  |               |

|  | Niobrarasaurus                                               |
|  |                                                              |
|  | Nodosaurus                                                   |
|  |                                                              |
|  | Pawpawsaurus                                                 |
|  |                                                              |
|  | Sauropelta                                                   |
|  |                                                              |
|  | Silvisaurus                                                  |
|  |                                                              |
|  | Stegopelta                                                   |
|  |                                                              |
|  | Texasetes                                                    |
|  |                                                              |
|  | \| \| Edmontonia \| \| \| \| \| \| Panoplosaurus \| \| \| \| |
|  |                                                              |
|  | Edmontonia                                                   |
|  |                                                              |
|  | Panoplosaurus                                                |
|  |                                                              |

|  | Edmontonia    |
|  |               |
|  | Panoplosaurus |
|  |               |

|  | Mymoorapelta                                                  |
|  |                                                               |
|  | \| \| Hylaeosaurus \| \| \| \| \| \| Anoplosaurus \| \| \| \| |
|  |                                                               |
|  | Hylaeosaurus                                                  |
|  |                                                               |
|  | Anoplosaurus                                                  |
|  |                                                               |

|  | Hylaeosaurus |
|  |              |
|  | Anoplosaurus |
|  |              |

|  | Gastonia                                                     |
|  |                                                              |
|  | \| \| Peloroplites \| \| \| \| \| \| Polacanthus \| \| \| \| |
|  |                                                              |
|  | Peloroplites                                                 |
|  |                                                              |
|  | Polacanthus                                                  |
|  |                                                              |

|  | Peloroplites |
|  |              |
|  | Polacanthus  |
|  |              |

|  | Gastonia                                                     |
|  |                                                              |
|  | \| \| Peloroplites \| \| \| \| \| \| Polacanthus \| \| \| \| |
|  |                                                              |
|  | Peloroplites                                                 |
|  |                                                              |
|  | Polacanthus                                                  |
|  |                                                              |

|  | Peloroplites |
|  |              |
|  | Polacanthus  |
|  |              |

|  | Struthiosaurus  |
|  |                 |
|  | Zhejiangosaurus |
|  |                 |

|  | Niobrarasaurus                                               |
|  |                                                              |
|  | Nodosaurus                                                   |
|  |                                                              |
|  | Pawpawsaurus                                                 |
|  |                                                              |
|  | Sauropelta                                                   |
|  |                                                              |
|  | Silvisaurus                                                  |
|  |                                                              |
|  | Stegopelta                                                   |
|  |                                                              |
|  | Texasetes                                                    |
|  |                                                              |
|  | \| \| Edmontonia \| \| \| \| \| \| Panoplosaurus \| \| \| \| |
|  |                                                              |
|  | Edmontonia                                                   |
|  |                                                              |
|  | Panoplosaurus                                                |
|  |                                                              |

|  | Edmontonia    |
|  |               |
|  | Panoplosaurus |
|  |               |

|  | Niobrarasaurus                                               |
|  |                                                              |
|  | Nodosaurus                                                   |
|  |                                                              |
|  | Pawpawsaurus                                                 |
|  |                                                              |
|  | Sauropelta                                                   |
|  |                                                              |
|  | Silvisaurus                                                  |
|  |                                                              |
|  | Stegopelta                                                   |
|  |                                                              |
|  | Texasetes                                                    |
|  |                                                              |
|  | \| \| Edmontonia \| \| \| \| \| \| Panoplosaurus \| \| \| \| |
|  |                                                              |
|  | Edmontonia                                                   |
|  |                                                              |
|  | Panoplosaurus                                                |
|  |                                                              |

|  | Edmontonia    |
|  |               |
|  | Panoplosaurus |
|  |               |

|  | Niobrarasaurus                                               |
|  |                                                              |
|  | Nodosaurus                                                   |
|  |                                                              |
|  | Pawpawsaurus                                                 |
|  |                                                              |
|  | Sauropelta                                                   |
|  |                                                              |
|  | Silvisaurus                                                  |
|  |                                                              |
|  | Stegopelta                                                   |
|  |                                                              |
|  | Texasetes                                                    |
|  |                                                              |
|  | \| \| Edmontonia \| \| \| \| \| \| Panoplosaurus \| \| \| \| |
|  |                                                              |
|  | Edmontonia                                                   |
|  |                                                              |
|  | Panoplosaurus                                                |
|  |                                                              |

|  | Edmontonia    |
|  |               |
|  | Panoplosaurus |
|  |               |

|  | Niobrarasaurus                                               |
|  |                                                              |
|  | Nodosaurus                                                   |
|  |                                                              |
|  | Pawpawsaurus                                                 |
|  |                                                              |
|  | Sauropelta                                                   |
|  |                                                              |
|  | Silvisaurus                                                  |
|  |                                                              |
|  | Stegopelta                                                   |
|  |                                                              |
|  | Texasetes                                                    |
|  |                                                              |
|  | \| \| Edmontonia \| \| \| \| \| \| Panoplosaurus \| \| \| \| |
|  |                                                              |
|  | Edmontonia                                                   |
|  |                                                              |
|  | Panoplosaurus                                                |
|  |                                                              |

|  | Edmontonia    |
|  |               |
|  | Panoplosaurus |
|  |               |

|  | Struthiosaurus  |
|  |                 |
|  | Zhejiangosaurus |
|  |                 |

|  | Niobrarasaurus                                               |
|  |                                                              |
|  | Nodosaurus                                                   |
|  |                                                              |
|  | Pawpawsaurus                                                 |
|  |                                                              |
|  | Sauropelta                                                   |
|  |                                                              |
|  | Silvisaurus                                                  |
|  |                                                              |
|  | Stegopelta                                                   |
|  |                                                              |
|  | Texasetes                                                    |
|  |                                                              |
|  | \| \| Edmontonia \| \| \| \| \| \| Panoplosaurus \| \| \| \| |
|  |                                                              |
|  | Edmontonia                                                   |
|  |                                                              |
|  | Panoplosaurus                                                |
|  |                                                              |

|  | Edmontonia    |
|  |               |
|  | Panoplosaurus |
|  |               |

|  | Niobrarasaurus                                               |
|  |                                                              |
|  | Nodosaurus                                                   |
|  |                                                              |
|  | Pawpawsaurus                                                 |
|  |                                                              |
|  | Sauropelta                                                   |
|  |                                                              |
|  | Silvisaurus                                                  |
|  |                                                              |
|  | Stegopelta                                                   |
|  |                                                              |
|  | Texasetes                                                    |
|  |                                                              |
|  | \| \| Edmontonia \| \| \| \| \| \| Panoplosaurus \| \| \| \| |
|  |                                                              |
|  | Edmontonia                                                   |
|  |                                                              |
|  | Panoplosaurus                                                |
|  |                                                              |

|  | Edmontonia    |
|  |               |
|  | Panoplosaurus |
|  |               |

|  | Niobrarasaurus                                               |
|  |                                                              |
|  | Nodosaurus                                                   |
|  |                                                              |
|  | Pawpawsaurus                                                 |
|  |                                                              |
|  | Sauropelta                                                   |
|  |                                                              |
|  | Silvisaurus                                                  |
|  |                                                              |
|  | Stegopelta                                                   |
|  |                                                              |
|  | Texasetes                                                    |
|  |                                                              |
|  | \| \| Edmontonia \| \| \| \| \| \| Panoplosaurus \| \| \| \| |
|  |                                                              |
|  | Edmontonia                                                   |
|  |                                                              |
|  | Panoplosaurus                                                |
|  |                                                              |

|  | Edmontonia    |
|  |               |
|  | Panoplosaurus |
|  |               |

|  | Niobrarasaurus                                               |
|  |                                                              |
|  | Nodosaurus                                                   |
|  |                                                              |
|  | Pawpawsaurus                                                 |
|  |                                                              |
|  | Sauropelta                                                   |
|  |                                                              |
|  | Silvisaurus                                                  |
|  |                                                              |
|  | Stegopelta                                                   |
|  |                                                              |
|  | Texasetes                                                    |
|  |                                                              |
|  | \| \| Edmontonia \| \| \| \| \| \| Panoplosaurus \| \| \| \| |
|  |                                                              |
|  | Edmontonia                                                   |
|  |                                                              |
|  | Panoplosaurus                                                |
|  |                                                              |

|  | Edmontonia    |
|  |               |
|  | Panoplosaurus |
|  |               |

|  | Gastonia                                                     |
|  |                                                              |
|  | \| \| Peloroplites \| \| \| \| \| \| Polacanthus \| \| \| \| |
|  |                                                              |
|  | Peloroplites                                                 |
|  |                                                              |
|  | Polacanthus                                                  |
|  |                                                              |

|  | Peloroplites |
|  |              |
|  | Polacanthus  |
|  |              |

|  | Gastonia                                                     |
|  |                                                              |
|  | \| \| Peloroplites \| \| \| \| \| \| Polacanthus \| \| \| \| |
|  |                                                              |
|  | Peloroplites                                                 |
|  |                                                              |
|  | Polacanthus                                                  |
|  |                                                              |

|  | Peloroplites |
|  |              |
|  | Polacanthus  |
|  |              |

|  | Struthiosaurus  |
|  |                 |
|  | Zhejiangosaurus |
|  |                 |

|  | Niobrarasaurus                                               |
|  |                                                              |
|  | Nodosaurus                                                   |
|  |                                                              |
|  | Pawpawsaurus                                                 |
|  |                                                              |
|  | Sauropelta                                                   |
|  |                                                              |
|  | Silvisaurus                                                  |
|  |                                                              |
|  | Stegopelta                                                   |
|  |                                                              |
|  | Texasetes                                                    |
|  |                                                              |
|  | \| \| Edmontonia \| \| \| \| \| \| Panoplosaurus \| \| \| \| |
|  |                                                              |
|  | Edmontonia                                                   |
|  |                                                              |
|  | Panoplosaurus                                                |
|  |                                                              |

|  | Edmontonia    |
|  |               |
|  | Panoplosaurus |
|  |               |

|  | Niobrarasaurus                                               |
|  |                                                              |
|  | Nodosaurus                                                   |
|  |                                                              |
|  | Pawpawsaurus                                                 |
|  |                                                              |
|  | Sauropelta                                                   |
|  |                                                              |
|  | Silvisaurus                                                  |
|  |                                                              |
|  | Stegopelta                                                   |
|  |                                                              |
|  | Texasetes                                                    |
|  |                                                              |
|  | \| \| Edmontonia \| \| \| \| \| \| Panoplosaurus \| \| \| \| |
|  |                                                              |
|  | Edmontonia                                                   |
|  |                                                              |
|  | Panoplosaurus                                                |
|  |                                                              |

|  | Edmontonia    |
|  |               |
|  | Panoplosaurus |
|  |               |

|  | Niobrarasaurus                                               |
|  |                                                              |
|  | Nodosaurus                                                   |
|  |                                                              |
|  | Pawpawsaurus                                                 |
|  |                                                              |
|  | Sauropelta                                                   |
|  |                                                              |
|  | Silvisaurus                                                  |
|  |                                                              |
|  | Stegopelta                                                   |
|  |                                                              |
|  | Texasetes                                                    |
|  |                                                              |
|  | \| \| Edmontonia \| \| \| \| \| \| Panoplosaurus \| \| \| \| |
|  |                                                              |
|  | Edmontonia                                                   |
|  |                                                              |
|  | Panoplosaurus                                                |
|  |                                                              |

|  | Edmontonia    |
|  |               |
|  | Panoplosaurus |
|  |               |

|  | Niobrarasaurus                                               |
|  |                                                              |
|  | Nodosaurus                                                   |
|  |                                                              |
|  | Pawpawsaurus                                                 |
|  |                                                              |
|  | Sauropelta                                                   |
|  |                                                              |
|  | Silvisaurus                                                  |
|  |                                                              |
|  | Stegopelta                                                   |
|  |                                                              |
|  | Texasetes                                                    |
|  |                                                              |
|  | \| \| Edmontonia \| \| \| \| \| \| Panoplosaurus \| \| \| \| |
|  |                                                              |
|  | Edmontonia                                                   |
|  |                                                              |
|  | Panoplosaurus                                                |
|  |                                                              |

|  | Edmontonia    |
|  |               |
|  | Panoplosaurus |
|  |               |

|  | Struthiosaurus  |
|  |                 |
|  | Zhejiangosaurus |
|  |                 |

|  | Niobrarasaurus                                               |
|  |                                                              |
|  | Nodosaurus                                                   |
|  |                                                              |
|  | Pawpawsaurus                                                 |
|  |                                                              |
|  | Sauropelta                                                   |
|  |                                                              |
|  | Silvisaurus                                                  |
|  |                                                              |
|  | Stegopelta                                                   |
|  |                                                              |
|  | Texasetes                                                    |
|  |                                                              |
|  | \| \| Edmontonia \| \| \| \| \| \| Panoplosaurus \| \| \| \| |
|  |                                                              |
|  | Edmontonia                                                   |
|  |                                                              |
|  | Panoplosaurus                                                |
|  |                                                              |

|  | Edmontonia    |
|  |               |
|  | Panoplosaurus |
|  |               |

|  | Niobrarasaurus                                               |
|  |                                                              |
|  | Nodosaurus                                                   |
|  |                                                              |
|  | Pawpawsaurus                                                 |
|  |                                                              |
|  | Sauropelta                                                   |
|  |                                                              |
|  | Silvisaurus                                                  |
|  |                                                              |
|  | Stegopelta                                                   |
|  |                                                              |
|  | Texasetes                                                    |
|  |                                                              |
|  | \| \| Edmontonia \| \| \| \| \| \| Panoplosaurus \| \| \| \| |
|  |                                                              |
|  | Edmontonia                                                   |
|  |                                                              |
|  | Panoplosaurus                                                |
|  |                                                              |

|  | Edmontonia    |
|  |               |
|  | Panoplosaurus |
|  |               |

|  | Niobrarasaurus                                               |
|  |                                                              |
|  | Nodosaurus                                                   |
|  |                                                              |
|  | Pawpawsaurus                                                 |
|  |                                                              |
|  | Sauropelta                                                   |
|  |                                                              |
|  | Silvisaurus                                                  |
|  |                                                              |
|  | Stegopelta                                                   |
|  |                                                              |
|  | Texasetes                                                    |
|  |                                                              |
|  | \| \| Edmontonia \| \| \| \| \| \| Panoplosaurus \| \| \| \| |
|  |                                                              |
|  | Edmontonia                                                   |
|  |                                                              |
|  | Panoplosaurus                                                |
|  |                                                              |

|  | Edmontonia    |
|  |               |
|  | Panoplosaurus |
|  |               |

|  | Niobrarasaurus                                               |
|  |                                                              |
|  | Nodosaurus                                                   |
|  |                                                              |
|  | Pawpawsaurus                                                 |
|  |                                                              |
|  | Sauropelta                                                   |
|  |                                                              |
|  | Silvisaurus                                                  |
|  |                                                              |
|  | Stegopelta                                                   |
|  |                                                              |
|  | Texasetes                                                    |
|  |                                                              |
|  | \| \| Edmontonia \| \| \| \| \| \| Panoplosaurus \| \| \| \| |
|  |                                                              |
|  | Edmontonia                                                   |
|  |                                                              |
|  | Panoplosaurus                                                |
|  |                                                              |

|  | Edmontonia    |
|  |               |
|  | Panoplosaurus |
|  |               |